# Spilopteron franclemonti
Spilopteron franclemonti är en stekelart som beskrevs av Henry Keith Townes, Jr. 1960. Spilopteron franclemonti ingår i släktet Spilopteron och familjen brokparasitsteklar. Inga underarter finns listade i Catalogue of Life.